# José da Silva Pais
José da Silva Paes (Lisboa,  25 de outubro de 1679 — Lisboa, 14 de novembro de 1760) foi um militar, engenheiro e administrador colonial português. Notabilizou-se por ser um grande estrategista que não apenas idealizou mas também participou diretamente da administração pública que estruturou a concepção do Brasil Meridional lusitano. Mandou construir fortificações e participou da construção de diretrizes geopolíticas para garantir a presença portuguesa no Prata, no Rio Grande do Sul e em Santa Catarina.
| “ | ...o que mais se aproxima do ideal do Engenheiro Setecentista, em que se fundem o técnico, o político e o organizador, é José da Silva Pais, que funda províncias, constrói fortalezas e desenha mapas. | ” |

## Juventude
Silva Paes nasceu na freguesia de Nossa Senhora das Mercês, em Lisboa, sendo batizado no dia 25 de outubro de 1679, filho de Roque Gomes Paes e Clara Maria da Silva. Casou-se em Lisboa a 8 de maio de 1704 com Máxima Teresa da Silva (ou de Brito).
Aos 22 anos iniciou sua vida militar em Lisboa, passando no mesmo ano à província do Alentejo, na Praça de Olivença, nas funções de ajudante-engenheiro. Em 1703, atuou em Abrantes para determinar o local conveniente para construir-se uma ponte ligando a província da Beira ao Alentejo. Em 1705, foi-lhe outorgado o título de Cavaleiro Fidalgo da Casa Real. Neste mesmo ano, é admitido na Ordem de São Tiago, da qual será transferido por Alvará de 12 de janeiro de 1716 para a Ordem de Cristo. Em 1712, junto com o Marquês Bay participou do sítio da Praça de Campo Maior.  No ano seguinte é nomeado Coronel de Engenheiros. É investido em emprego judicial em Lisboa em 1719, passando em 1720 a desempenhar, por designação Real, serviços nos Açores. De 1723 a 1730, passou a Coronel de Infantaria com exercício de Engenheiro-Agregado e depois continuou no mesmo posto no regimento da Armada Real até 1735.
Foi designado em 1728 para administrar os bens vinculados à Capela de Monte Argil. Nos anos de 1729 a 1733 foi encarregado da implantação de obras de engenharia em Lisboa.

## De Portugal para o Brasil
Aos 56 anos, embarca para o Brasil como Brigadeiro. No Rio de Janeiro foi designado para projetar e construir as fortificações da cidade e na Barra de Santos. Realizou várias obras públicas na capital da colônia, destacando-se o novo edifício da Alfândega. 

## Rio Grande do Sul
Dois anos após desembarcar no Brasil, comandou as expedições à Colônia do Sacramento (Uruguai) e fundou a cidade do Rio Grande (1737), sendo este o primeiro povoado do futuro estado do Rio Grande do Sul. Projetou e construiu o Forte Jesus, Maria, José e estabeleceu as fortificações básicas para defender as novas áreas incorporadas a Portugal. O objetivo era marcar a presença portuguesa no sul da colônia. Aquela área era objeto de incursões espanholas comandadas por Dom Pedro de Ceballos, que por duas vezes a tomou. Desenvolveu neste tempo contínuas atividades em apoio à cartografia e criou o núcleo inicial do Regimento dos Dragões do Rio Grande de São Pedro.
"E a 19 de fevereiro de 1737, o Brigadeiro Silva Paes descia a terra, com um contingente de 254 arcabuzeiros e dragões, dando nascimento ao quartel e vila de Rio Grande – núcleo inicial da Capitania Real de São Pedro do Rio Grande do Sul." - Manuel José Gomes de Freitas.

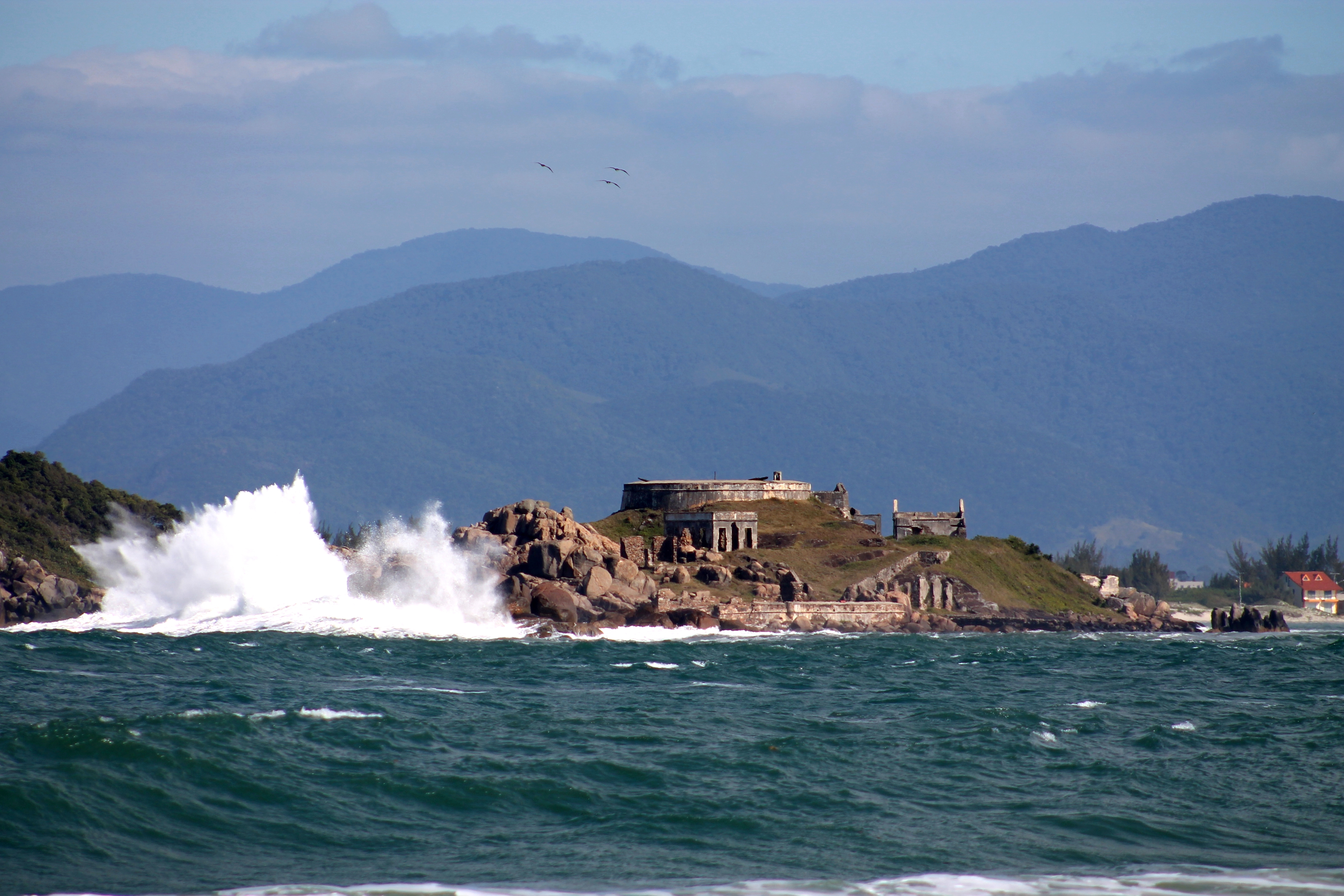
Fortaleza de Araçatuba, uma das fortificações construídas por Silva Paes.

## Santa Catarina
Foi nomeado primeiro governador da recém-criada capitania de Santa Catarina, cargo que ocupou por 10 anos (1739 a 1749).
Neste tempo, urbanizou a capital da província e projetou a nova igreja (obra executada pelo seus sucessores) que se tornaria a Catedral Metropolitana de Florianópolis.
Projetou e construiu as fortalezas que constituíram o principal sistema de defesa da ilha de Santa Catarina:
Ao norte: Anhatomirim, São José da Ponta Grossa e Ratones;
Ao sul: Conceição de Araçatuba.
Criou o Batalhão de Infantaria de Linha da Ilha, mais tarde batizado de Barriga-verde.
Retornou ao Rio de Janeiro em 1743.

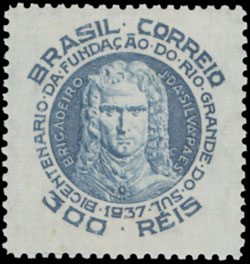
Selo comemorativo retratando Silva Paes.

Reassumiu o governo da capitania de Santa Catarina, de 1746 a 1749. Neste período, idealizou e administrou a vinda dos açorianos para colonizar o litoral catarinense, visto que nas ilhas dos Açores havia o problema da explosão populacional.
Em 1750, Portugal e Espanha assinam o Tratado de Madri, onde a Espanha reconhece pelo princípio do direito privado romano do uti possidetis, ita possideatis (quem possui de fato, deve possuir de direito), as posses portuguesas (da qual Silva Pais teve participação direta) no Rio Grande do Sul, Santa Catarina e a oeste do Tratado de Tordesilhas.

## Últimos anos
Retornou para Portugal em fevereiro de 1749, onde ainda exerceu funções públicas e privadas, vindo a falecer em 1760, aos 81 anos, deixando testamento em que estabelece o destino de seus bens e num anexo arrola o acervo de sua biblioteca, da qual existe na Biblioteca Rio-Grandense, em local separado e em destaque, um bom número das obras ali relacionadas. Da análise dos títulos constantes da biblioteca de Silva Pais verifica-se, nos mais de 200 títulos, que além de obras de Engenharia Militar e Estratégia existem muitos livros de Biografias, História e Filosofia, denotando as preocupações intelectuais daquele homem invulgar e com características de um “iluminista”.